# Liste der Gouverneure von Georgia

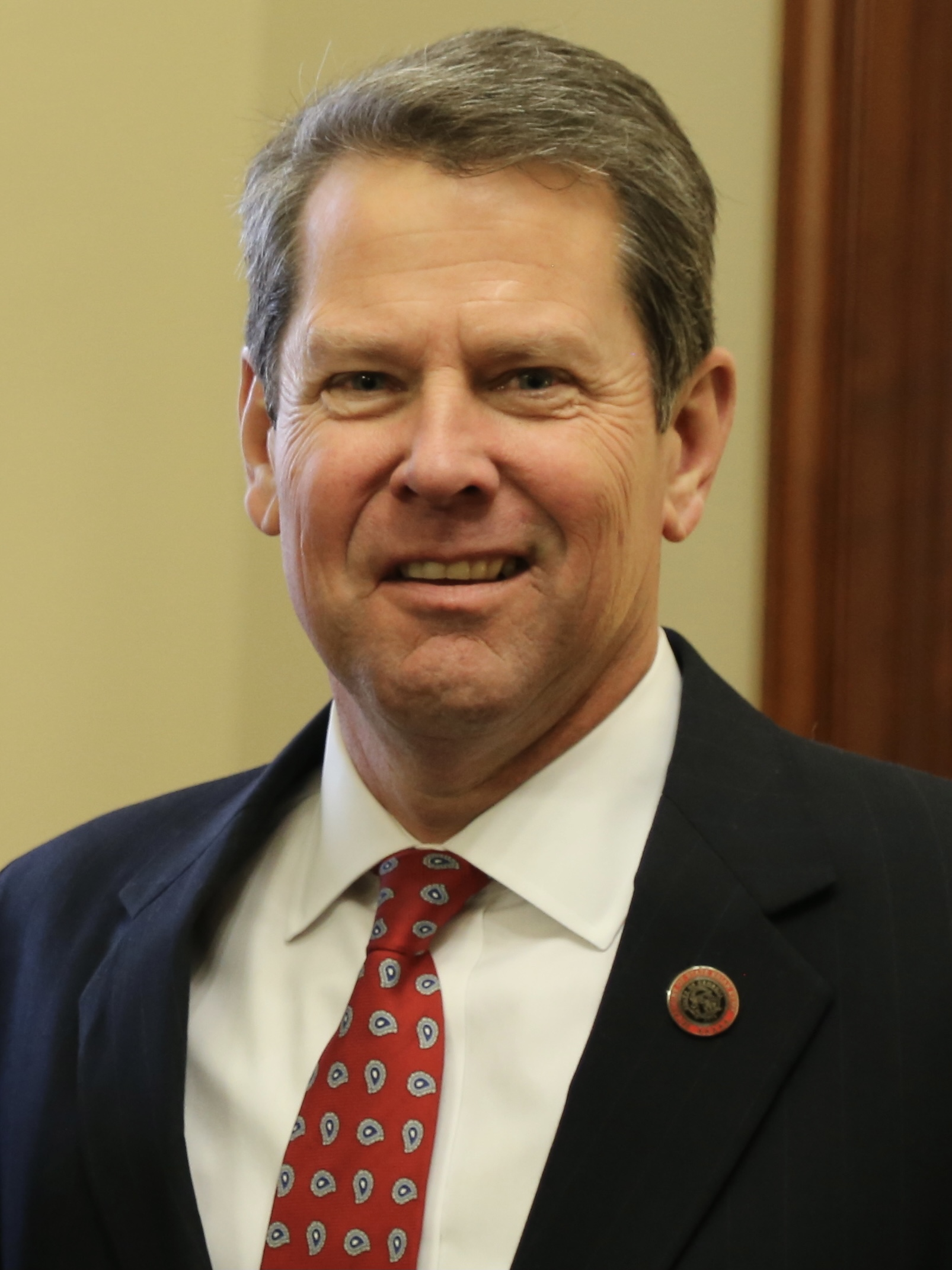
Brian Kemp

Diese Liste führt alle Gouverneure des US-Bundesstaates Georgia seit 1775 auf.

## Georgia
| Name               | Amtszeit  |
| ------------------ | --------- |
| Archibald Bulloch  | 1776–1777 |
| Button Gwinnett    | 1777      |
| John Adam Treutlen | 1777–1778 |
| John Houstoun      | 1778–1779 |
| John Wereat        | 1779–1780 |
| George Walton      | 1779–1780 |
| Richard Howly      | 1780–1780 |
| Stephen Heard      | 1780–1780 |
| Myrick Davies      | 1780–1781 |
| Nathan Brownson    | 1781–1782 |
| John Martin        | 1782–1783 |
| Lyman Hall         | 1783–1784 |
| John Houstoun      | 1784–1785 |
| Samuel Elbert      | 1785–1786 |
| Edward Telfair     | 1786–1787 |
| George Mathews     | 1787–1788 |

## Bundesstaat Georgia
| Name                              | Amtszeit  | Partei                |
| --------------------------------- | --------- | --------------------- |
| George Handley                    | 1788–1789 | parteilos             |
| George Walton                     | 1789–1790 | Democratic Republican |
| Edward Telfair                    | 1790–1793 | Democratic Republican |
| George Mathews                    | 1793–1796 | Democratic Republican |
| Jared Irwin                       | 1796–1798 | Democratic Republican |
| James Jackson                     | 1798–1801 | Democratic Republican |
| David Emanuel                     | 1801–1801 | Democratic Republican |
| Josiah Tattnall                   | 1801–1802 | Democratic Republican |
| John Milledge                     | 1802–1806 | Democratic Republican |
| Jared Irwin                       | 1806–1809 | Democratic Republican |
| David Brydie Mitchell             | 1809–1813 | Democratic Republican |
| Peter Early                       | 1813–1815 | Democratic Republican |
| David Brydie Mitchell             | 1815–1817 | Democratic Republican |
| William Rabun                     | 1817–1819 | Democratic Republican |
| Matthew Talbot                    | 1819–1819 | Democratic Republican |
| John Clark                        | 1819–1823 | Democratic Republican |
| George Michael Troup              | 1823–1827 | Democratic Republican |
| John Forsyth                      | 1827–1829 | Democratic Republican |
| George Rockingham Gilmer          | 1829–1831 | Whig                  |
| Wilson Lumpkin                    | 1831–1835 | Demokrat              |
| William Schley                    | 1835–1837 | Demokrat              |
| George Rockingham Gilmer          | 1837–1839 | Whig                  |
| Charles James McDonald            | 1839–1843 | Demokrat              |
| George Walker Crawford            | 1843–1847 | Whig                  |
| George Washington Bonaparte Towns | 1847–1851 | Demokrat              |
| Howell Cobb                       | 1851–1853 | Demokrat              |
| Herschel Vespasian Johnson        | 1853–1857 | Demokrat              |
| Joseph Emerson Brown              | 1857–1865 | Demokrat              |
| James Johnson                     | 1865–1865 | Demokrat              |
| Charles Jones Jenkins             | 1865–1868 | Demokrat              |
| Thomas Howard Ruger               | 1868–1868 |                       |
| Rufus Brown Bullock               | 1868–1871 | Republikaner          |
| Benjamin F. Conley                | 1871–1872 | Republikaner          |
| James Milton Smith                | 1872–1877 | Demokrat              |
| Alfred Holt Colquitt              | 1877–1882 | Demokrat              |
| Alexander Hamilton Stephens       | 1882–1883 | Demokrat              |
| James S. Boynton                  | 1883      | Demokrat              |
| Henry Dickerson McDaniel          | 1883–1886 | Demokrat              |
| John Brown Gordon                 | 1886–1890 | Demokrat              |
| William Jonathan Northen          | 1890–1894 | Demokrat              |
| William Yates Atkinson            | 1894–1898 | Demokrat              |
| Allen Daniel Candler              | 1898–1902 | Demokrat              |
| Joseph Meriwether Terrell         | 1902–1907 | Demokrat              |
| Michael Hoke Smith                | 1907–1909 | Demokrat              |
| Joseph Mackey Brown               | 1909–1911 | Demokrat              |
| Michael Hoke Smith                | 1911–1911 | Demokrat              |
| John Marshall Slaton              | 1911–1912 | Demokrat              |
| Joseph Mackey Brown               | 1912–1913 | Demokrat              |
| John Marshall Slaton              | 1913–1915 | Demokrat              |
| Nathaniel Edwin Harris            | 1915–1917 | Demokrat              |
| Hugh Manson Dorsey                | 1917–1921 | Demokrat              |
| Thomas William Hardwick           | 1921–1923 | Demokrat              |
| Clifford Mitchell Walker          | 1923–1927 | Demokrat              |
| Lamartine Griffin Hardman         | 1927–1931 | Demokrat              |
| Richard Brevard Russell           | 1931–1933 | Demokrat              |
| Eugene Talmadge                   | 1933–1937 | Demokrat              |
| Eurith Dickenson Rivers           | 1937–1941 | Demokrat              |
| Eugene Talmadge                   | 1941–1943 | Demokrat              |
| Ellis Arnall                      | 1943–1947 | Demokrat              |
| Melvin Ernest Thompson            | 1947–1948 | Demokrat              |
| Herman Eugene Talmadge            | 1948–1955 | Demokrat              |
| Marvin Griffin                    | 1955–1959 | Demokrat              |
| Samuel Ernest Vandiver            | 1959–1963 | Demokrat              |
| Carl Edward Sanders               | 1963–1967 | Demokrat              |
| Lester Garfield Maddox            | 1967–1971 | Demokrat              |
| Jimmy Carter                      | 1971–1975 | Demokrat              |
| George Busbee                     | 1975–1983 | Demokrat              |
| Joe Frank Harris                  | 1983–1991 | Demokrat              |
| Zell Bryan Miller                 | 1991–1999 | Demokrat              |
| Roy Barnes                        | 1999–2003 | Demokrat              |
| George Ervin Perdue               | 2003–2011 | Republikaner          |
| John Nathan Deal                  | 2011–2019 | Republikaner          |
| Brian Porter Kemp                 | seit 2019 | Republikaner          |